# Bulgaria en los Juegos Olímpicos de Roma 1960
Bulgaria estuvo representada en los Juegos Olímpicos de Roma 1960 por un total de 98 deportistas que compitieron en 12 deportes.  
El portador de la bandera en la ceremonia de apertura fue el jugador de baloncesto Gueorgui Panov.

## Medallistas
El equipo olímpico búlgaro obtuvo las siguientes medallas:
| Nombre         | Deporte            | Competición |
| -------------- | ------------------ | ----------- |
| Oro            |                    |             |
| Dimitar Dobrev | Lucha grecorromana | 79 kg M     |
| Plata          |                    |             |
| Krali Bimbalov | Lucha grecorromana | 67 kg M     |
| Nedzhed Zalev  | Lucha libre        | 57 kg M     |
| Stancho Kolev  | Lucha libre        | 62 kg M     |
| Bronce         |                    |             |
| Velik Kapsazov | Gimnasia artística | Anillas M   |
| Dinko Petrov   | Lucha grecorromana | 57 kg M     |
| Eniu Valchev   | Lucha libre        | 67 kg M     |